# Tondikiwindi
Tondikiwindi ou Tondi Kiwindi est une localité et une commune rurale du Niger, du département de Ouallam, au nord de la région de Tillaberi.

## Géographie
La localité est située sur la route nationale 24 à 18 km au nord du chef-lieu départemental Ouallam.
| Inatès   | Ménaka ( Mali) | Banibangou |
| Anzourou | Tondikiwindi   | Banibangou |
| Sakoira  | Ouallam        | Dingazi    |

## Histoire
La commune rurale est instaurée en 2002, elle est issue du canton de Tondikiwindi partagé entre les communes de Tondi Kiwindi et Bani Bangou,.

## Population
Lors du recensement général de 2012, la population communale est relevée à 111 490 habitants, dont 1 440 habitants pour la localité chef-lieu.

## Économie
La commune est située dans la zone de transition entre agropastoralisme au Sud et pastoralisme au Nord.

## Transports
La route nationale 24 relie la ville à la capitale nigérienne Niamey.